# فرودگاه ارفورت-وایمار
فرودگاه ارفورت-وایمار (به انگلیسی: Erfurt-Weimar Airport) (به زبان بومی: Flughafen Erfurt-Weimar) یک فرودگاه همگانی با کد یاتا ERF است که یک باند فرود آسفالت دارد و طول باند آن ۲۶۰۰ متر است. این فرودگاه در شهر ارفورت کشور آلمان قرار دارد و در ارتفاع ۳۱۶ متری از سطح دریا واقع شده‌است.

## شرکت‌های هواپیمایی و مقصدهای پروازی

### مسافری
The following airlines operate regular scheduled and charter flights at Erfurt-Weimar Airport:
| شرکت‌های هواپیمایی | مقصدهای پروازی |
| ----------------- | --- |
| بلغارین ایر چارتر | چارتر فصلی: بورگاس، وارنا |
| کرندون ایرلاینز   | فصلی: آنتالیا |
| FlyEgypt          | چارتر فصلی: غردقه |
| جرمنیا            | آنتالیا، فوئرته‌ونتورا، گرن کناریا، غردقه، پالما د مایورکا، تنریف جنوبی فصلی: کورفو، دبرسن، فارو، کریستیانو رونالدو، هراکلین، سالفرملیک، مالاگا، پافوس، رود |
| انور ایر          | فصلی: آنتالیا |
| پگاسوس ایرلاینز   | فصلی: آنتالیا |
| ترکیش ایرلاینز    | چارتر فصلی: آنتالیا |

### باری
| شرکت‌های هواپیمایی    | مقصدهای پروازی |
| -------------------- | -------------- |
| ASL Airlines Belgium | لیژ، کاتوویتس  |